# Hegyi csavarcsiga
A hegyi csavarcsiga (Ena montana) Európában honos, a tüdőscsigákhoz tartozó szárazföldi csigafaj.

## Megjelenése

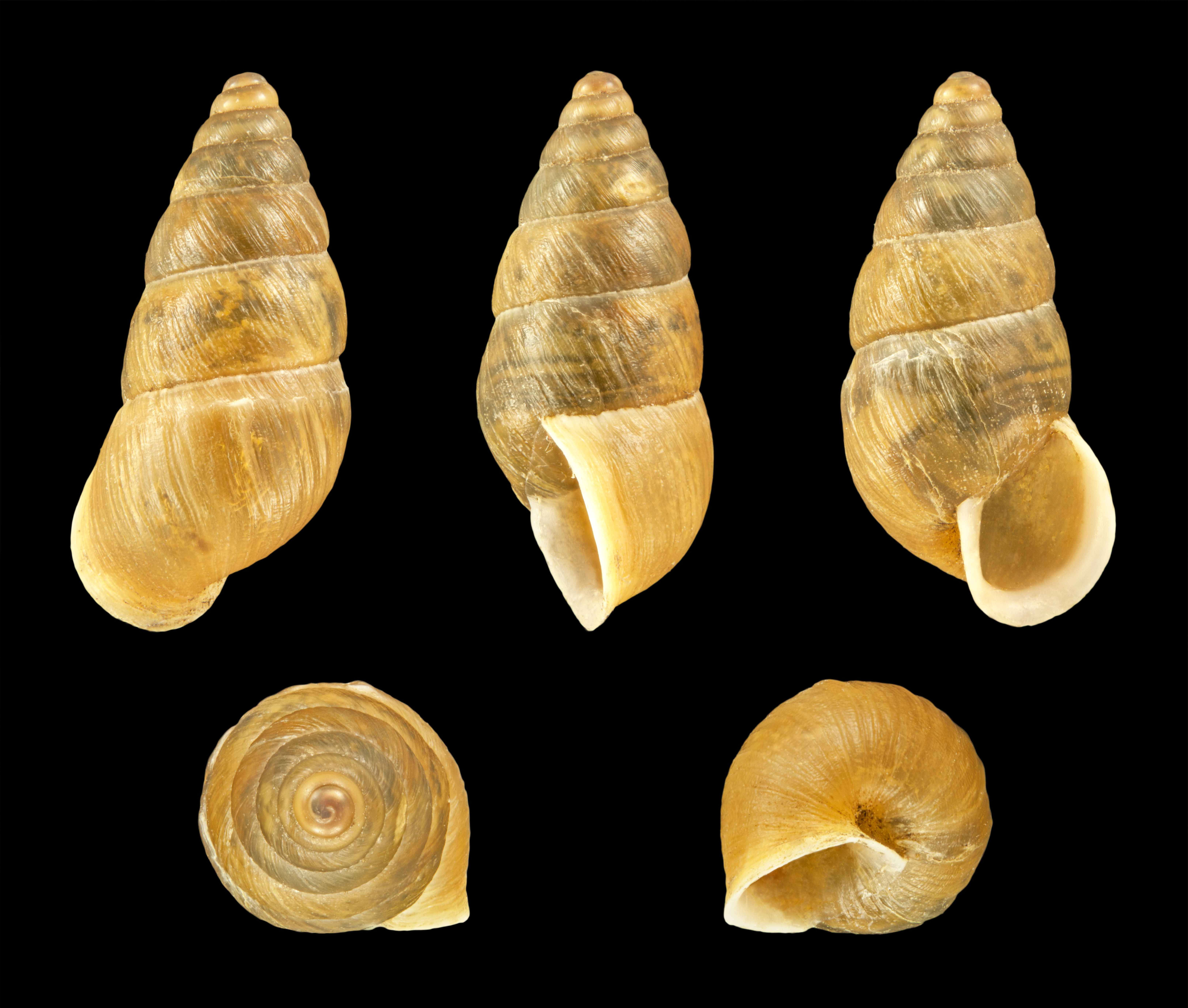

A csigaház nyújtott kúp alakú, 14–17 mm magas és 6–7 mm széles, hét vagy nyolc kanyarulatból áll. Színe világos- vagy sötétbarna, a csúcsa gyakran fehérre kopott, a kanyarulatok finoman redőzöttek. A szájadékon enyhe ajakduzzanat figyelhető meg. Az állat lába világosbarna vagy szürke, a fején és hátán sötétbarna, sűrűn álló foltokkal.  

## Elterjedése és életmódja
A hegyi csavarcsiga egész Európában, Angliától Ukrajnáig, a Baltikumtól Bulgáriáig előfordul a kimondottan mediterrán vidékek (Ibériai-félsziget, Görögország és Közép- valamint Dél-Olaszország) kivételével. Nyugat-Európában csak néhány elszigetelt populációja ismert Franciaországban, Dél-Angliában és a Pireneusokban. Svájcban 2500 m-ig, Bulgáriában 2000 m-es magasságig figyelték meg. Domb- és hegyvidékek nedves lombhullató erdeiben (főleg bükkösökben) vagy Közép-Európában a folyók ártéri vidékein él az avarban vagy a sziklák repedéseiben. Fonnyadó vagy korhadó növényi részekkel táplálkozik. Esős, nedves időben gyakran felmászik a kövekre és a fák törzsére.
Magyarországon védett, természetvédelmi értéke 5000 Ft.

## Külső hivatkozások
- Fajleírás (angol nyelven)
- A faj elterjedése